# オクタテトラコンタン
オクタテトラコンタン (octatetracontane) は炭化水素の1種で、炭素が48連なった直鎖アルカン。分子式は C48H98。分子量は675.2917。構造異性体の種類は約1.56192×1017。